# Long drink

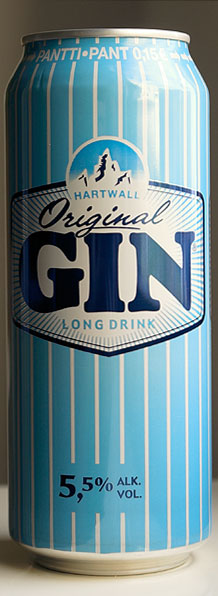
Hartwall Original Gin Long Drink

I long drink sono bevande alcoliche e analcoliche il cui volume varia dai 25 cl ai 30 cl. 

## Descrizione
Sono bevande rinfrescanti e dissetanti che si bevono a qualsiasi orario e pertanto anche i long drink alcolici lo devono essere in maniera moderata: il contenuto alcolico va mantenuto intorno al 20% del volume.

## Classificazione
Ci sono diversi tipi di classificazione. Nella classificazione per funzione, i long drink o dissetanti formano una categoria a sé stante. Nella classificazione per quantità, i long drink sono quelle bevande che superano i 12 cl. Infine, i long drink si possono dividere a seconda del tipo di bicchiere usato. Tra questi ci sono il tumbler medio per i whisky o quelli alti per i Collins e altri bicchieri grandi come il goblet o lo zombie. I primi sono usati per drink con ghiaccio tritato o spezzato o anche per quei cocktail con il sale sui bordi, come il Margarita; i secondi per gli omonimi drink, in genere abbastanza alcolici e abbondanti.Nella grande famiglia dei long drink, però, ce ne sono alcuni che, meglio di altri, soddisfano la peculiarità richiesta alle bevande pensate per questo momento di consumo, ovvero stimolare l’appetito in vista del pasto. «Sono quelli caratterizzati da una tendenza bitter, o acida o dalla presenza di bollicine – spiega Tiziana Borreani, barlady di The Balance di Savona -. Il gusto amaro, una piacevole acidità e l’effervescenza sono infatti elementi che hanno la capacità di attivare l’appetito, in quanto stimolano la produzione di succhi gastrici, preparando lo stomaco a ricevere il cibo». Considerazioni da tenere bene a mente quando si vuole costruire un’offerta davvero vincente e distintiva. 